# Nicholas DiOrio
Nicholas Di Orio (né le 4 février 1921 à Morgan Township en Pennsylvanie et mort le 11 septembre 2003 à Green Tree dans le même État) était un joueur américain de soccer.

## Biographie

### Jeunesse
DiOrio grandit dans la banlieue de Pittsburgh en Pennsylvanie et obtient son diplôme dans le South Fayette Township High School en 1939. Au lycée, il pratique tout d'abord le basket-ball, est connu pour avoir inscrit 50 points en un match. Il démontre également de grandes capacités au football dans son équipe, les Avella Juniors. En 1939, son club remporte le championnat national des moins de 19 ans, la McGuire Cup.

### Carrière de club
Tandis qu'il travaille comme facteur, DiOrio joue en même temps à sa passion, le football. En 1942, il fait partie de l'effectif des Morgan Strasser qui perdent la National Amateur Cup contre Fall River. L'équipe remporte la coupe en 1943 contre Santa Maria SC. En 1944, Morgan Strasser joue sa troisième finale de coupe amateur, perdue contre les New York Eintracht SC. En 1946, DiOrio quitte les Morgan Strasser, pour les Pittsburgh Strasser de la nouvelle North American Professional Soccer League. En 1947, il part chez les Chicago Vikings, puis chez les Morgan Strasser SC. En 1949, le club remporte l'U.S. Open Cup. En 1951, DiOrio perd sa 4e finale de coupe amateur, après celle de 1950. Il remporte quand même le championnat en 1952. Il quitte alors Harmarville pour signer chez les Pittsburgh Beadling, avec qui il finit sa carrière en 1959. Durant les 20 années de sa carrière, DiOrio remporta la National Amateur Cup, l'U.S. Open Cup, et cinq championnats de Keystone Senior League.

### Équipe nationale
DiOrio est appelé en équipe des États-Unis pour disputer la coupe du monde 1950 au Brésil, mais ne joue pas un seul match.

### Entraîneur
Après sa retraite de footballeur en 1959, DiOrio continue à entraîneur différentes équipes de football. En 1971, il devient le président de la West Penn Soccer Association, association de Pennsylvanie.
Il meurt d'un cancer du côlon le 11 septembre 2003.

### Hommage
Il a été intronisé, en 1976, aux États-Unis au National Soccer Hall of Fame, avec les autres membres de l'équipe de la Coupe du Monde de 1950.